# Marina Sergejewna Goljadkina
Marina Sergejewna Goljadkina (russisch Марина Сергеевна Голядкина; * 13. Juni 1997 in Donezk, Ukraine) ist eine russische Synchronschwimmerin.

## Wechsel der Staatsbürgerschaft
Goljadkina debütierte 2012 in Mexiko, damals startete sie noch für die Ukraine. 2015 nahm sie die russische Staatsbürgerschaft an und startete 2015 bei den Hungarian Open in Budapest erstmals für Russland. Nach dem Wechsel der Staatsbürgerschaft durfte Goljadkina zwölf Monate für kein Land antreten; für die Olympischen Spiele gilt die Sperre für drei Jahre. Seit 2015 wird sie von der vierfachen Olympiasiegerin Anastassija Dawydowa trainiert.

## Weltmeisterschaften
Bei den Weltmeisterschaften 2013 in Barcelona gewann Goljadkina eine Bronzemedaille. Bei den Weltmeisterschaften 2017 in Budapest gewann sie zwei Goldmedaillen (freies Programm und technisches Programm).

## Europameisterschaften
Bei den Europameisterschaften 2016 in London gewann Goljadkina die Goldmedaille im Team zusammen mit Swetlana Kolesnitschenko, Lilija Nisamowa, Alexandra Pazkewitsch, Jelena Prokofjewa, Alla Schischkina, Marija Schurotschkina, Gelena Topilina, Wlada Tschigirjowa und Darina Walitowa (Kombination) und im Team mit Swetlana Kolesnitschenko, Alexandra Pazkewitsch, Jelena Prokofjewa, Alla Schischkina, Marija Schurotschkina, Gelena Topilina und Wlada Tschigirjowa (technisches Programm).

## Russische Meisterschaften
Im Jahr 2015 wurde Goljadkina russische Meisterin (Gruppe: freies Programm und Kombination). Im Einzel wurde sie 2015 russische Vizemeisterin. 2017 wurde sie russische Meisterin in der Gruppe (technisches Programm).